# Лізиметр

Схема лізиметричної станції

Лізиме́тр (англ. lysimeter) — прилад для вимірювання кількості води, що просочилась углиб крізь верхні шари ґрунту. Складається з металічного баку, в якому розміщується ґрунтовий моноліт. Вода, що надійшла, збирається у водозбірну посудину і вимірюється мензуркою.. Лізиметри бувають двох типів: вагові і невагові (об'ємні).
Першим використав лізиметр у 1875 році американський ботанік з Массачусетса Едвар Льюїс Стертевант (англ. Edward Lewis Sturtevant)